# Bessey-la-Cour
Bessey-la-Cour ist eine französische Gemeinde mit 54 Einwohnern (Stand: 1. Januar 2022) im Département Côte-d’Or in der Region Bourgogne-Franche-Comté. Sie gehört zum Kanton Arnay-le-Duc und zum Arrondissement Beaune.
Nachbargemeinden sind Veilly im Nordwesten, Auxant im Norden, Vic-des-Prés im Osten, Écutigny im Süden und Thomirey im Westen.

## Bevölkerungsentwicklung
| Jahr                       | 1962 | 1968 | 1975 | 1982 | 1990 | 1999 | 2008 | 2016 |
| -------------------------- | ---- | ---- | ---- | ---- | ---- | ---- | ---- | ---- |
| Einwohner                  | 96   | 86   | 87   | 81   | 93   | 79   | 74   | 61   |
| Quellen: Cassini und INSEE |      |      |      |      |      |      |      |      |

## Sehenswürdigkeiten
- Kirche Saint-Nazaire-et-Saint-Celse